# Resident (Nachrichtendienst)
Ein Resident ist ein im Ausland tätiger leitender Mitarbeiter eines Nachrichtendienstes. Damit können bei Diensten mit entsprechender Personaldecke konkret zwei abweichende Tätigkeitsprofile gemeint sein:
1. Die Tätigkeit in einer Residentur, die zumeist auch die Betreuung (das Führen) von Spionen oder sonstigen „Quellen“ beinhaltet.
2. Die Unterstützung, Kontrolle und Anleitung des Agenten, der „vor Ort“ arbeitet, also etwa als Angestellter eines Unternehmens, als Beamter oder Militärangehöriger, der die Informationen unmittelbar beschafft. Der Resident übernimmt dabei v. a. die Weiterleitung des Materials an den Auftraggeber.

Die zweite Variante entspricht der ursprünglichen Bedeutung des Begriffs; der Resident ist der unmittelbare Kontaktmann des Spions. In der nachrichtendienstlichen Praxis besteht regelmäßig keine andere Verbindung zum auftraggebenden Dienst. In der einschlägigen Literatur sind einige Fälle beschrieben, in denen der Spion über den Auftraggeber getäuscht wurde und einem Residenten Material lieferte, den er für einen Vertreter eines ganz anderen Dienstes hielt.
In legal abgedeckten Residenturen, eingebettet z. B. in Botschaften des Entsendestaates im „Operationsgebiet“ (d. h. dem Gastland), wird als Resident nur der Leiter der Residentur bezeichnet, dem in der Regel weitere arbeitsteilig arbeitende Offiziere des Nachrichtendienstes unterstellt sind. Die Verbindung zur Zentrale im Entsendestaat ist ausschließlich dem Residenten vorbehalten, umgekehrt läuft auch die Kommunikation der Zentrale mit der Residentur nur über seinen Tisch. Nach Bedeutung und Größe der Residentur richtet sich der Rang der Residenten, die in östlichen Geheimdiensten vor und insbesondere nach ihren Auslandseinsätzen in wichtigen Operationsgebieten oft hohe leitende Funktionen in den Zentralen bekleideten. Residenten des KGB in westlichen Hauptländern waren meist im Generalsrang.

## Residenten der Vereinigten Staaten
In den diplomatischen Vertretungen der USA wird der örtliche Resident der CIA „Chief of Station“ (COS) genannt. Er ist der federführende Repräsentant für alle US-Nachrichtendienste am jeweiligen Standort.

## Residenten Russlands
Die Residenten Russlands werden in örtlichen Residentura zusammengefasst. Man unterscheidet legale (legal'nye rezidenty, легальные резиденты) und illegale Residenten (nelegal'nye rezidenty, нелегальные резиденты).